# Architecture de l'information
L'architecture de l'information (abréviée AI ou archinfo) est à la fois un art et une science visant à exprimer un modèle ou un concept d'information utilisé dans des activités exigeant des détails explicites dans des systèmes complexes. Parmi ces activités, on retrouve notamment les systèmes de gestion de bibliothèque, les systèmes de gestion de contenu, la programmation web, les bases de données, le développement, la programmation, l'architecture entreprise et l'ingénierie logicielle de systèmes critiques. L'architecture de l'information relève de la création de dispositifs informationnels par une équipe pluridisciplinaire souvent coordonnée par un manager. L'architecte de l'information peut être ce manager.
Historiquement, le terme « architecture de l'information » a été attribué à Richard Saul Wurman (en). Wurman envisage l'architecture de l'information comme « un processus de construction de sens et de l'espace dans le monde numérique et physique, où le caractère des artefacts et leur flux continu créent des états d'incertitude qui doivent être neutralisés pour éviter une dégradation de l'expérience utilisateur,». L’architecture d’information se construit autour d’une “métaphore de l’architecture”. L’architecte ayant pour mission de créer et agencer un lieu, les architectes d’information travaillent sur la mise en forme d’un lieu numérique, soit « un dispositif concret et spécifique de mise à disposition de l’information ».
Aujourd'hui encore, l'architecture de l'information ne constitue pas un champ scientifique reconnu en tant que tel. Le concept a émergé des pratiques et est encore fortement lié à celles-ci. L'AI intègre des dimensions scientifiques propres aux sciences de l'information et de la communication (dimension spatiale de l'information, question de l'accès à l'information électronique, organisation des connaissances) ; cependant, elle ne les renouvelle pas, tant du point de vue méthodologique que conceptuel.

## Définitions
L'architecture de l'information est une notion difficile à définir qui a fait l'objet de plusieurs tentatives de définition. Dans le contexte des environnements numériques, les définitions convergent vers trois éléments : une conception structurelle des environnements informationnels partagés, des méthodes d'organisation et d'étiquetage des produits d'édition numérique, ainsi que des moyens d'amener les principes de design et d'architecture dans l'univers numérique. Une des préoccupations centrales de l'architecture de l'information est l'expérience utilisateur, mais aussi les économies de temps et d'argent dans le développement et la maintenance des produits. Au centre du raisonnement se trouvent la « findability » (la possibilité pour un usager de trouver facilement l'information qui lui est nécessaire), la « usability » (ou « utilisabilité ») et l'« understanding » (ou « compréhensibilité »), c'est-à-dire la « trouvabilité », l'« utilisabilité » et la « compréhensibilité ». L'architecte de l'information est en ce sens un cartographe.
Selon le site web de l'organisme sans but lucratif, l'Information Architecture Institute, l'architecture de l'information « consiste à décider comment arranger les parties de quelque chose de manière à le rendre compréhensible». Elle proviendrait, dans une certaine mesure, des Sciences de l'information et des bibliothèques.
Dans son Glossaire de l'Architecture de l'Information publié en mars 2000, Kate Hagedorn distingue trois éléments clefs : l'« architecture d'information ascendante (bottom-up) », l'« architecture d'information descendante (top-down) » et l'« enquête d'utilisateur ».
Elle décrit l'architecture de l'information comme « l'art et la science d'organiser l'information pour aider les gens à répondre efficacement à leurs besoins d'information. L'architecture de l'information implique l'étude, l'analyse, la conception et la mise en œuvre. Top-down et bottom-up sont les deux principales approches pour le développement d'architectures d'information; ces approches s'informent mutuellement et sont souvent développées simultanément».
Plus récemment, l'architecture de l'information a été définie en fonction de quatre dimensions par Louis Rosenfeld, Peter Morville et Jorge Arango dans le manuel Information Architecture for the World Wide Web and Beyond. Pour ces auteurs, la complexité de l'AI s'illustre bien par ces dimensions :
1. Le design structurel d'environnements informationnels partagés.
2. La synthèse des systèmes d'organisation, d'étiquetage, de recherche et de navigation dans les écosystèmes numériques, physiques et transversaux.
3. L'art et la science de façonner les produits et les expériences d'information pour soutenir la facilité d'utilisation, de recherche et de compréhension.
4. Une discipline émergente et une communauté de pratique axées sur l'introduction de principes de design et d'architecture dans le paysage numérique[10].

Aujourd’hui, l’AI adopte une approche systémique et transdisciplinaire. Elle prend en compte l’expérience des usagers, les interactions sociales, le contexte culturel, et cherche à donner du sens à l’information à travers des dispositifs variés. Elle joue un rôle important dans des domaines comme les musées, les transports publics ou les services numériques. Des projets récents, tels que ceux de la Johannesburg Art Gallery, de l’Institut des Innocents à Florence ou encore le planificateur de transport à Göteborg, illustrent cette évolution. L’architecture de l’information est désormais considérée comme une pratique essentielle à la compréhension et à la conception de notre environnement contemporain.

## Trois volets de l'architecture de l'information
Afin de mieux comprendre les caractéristiques de l’architecture de l’information, le chercheur Louis Rosenfeld crée l’EIA (entreprise information architecture). Il met ainsi en avant l’importance du lien entre le contexte, l’usage et le contenu dans le processus d’architecture de l’information.

### Contexte
Le contexte regroupe les besoins et les visées d'une entreprise ou d'un organisme qui recourt à l'architecture d'information. Celle-ci doit s'adapter à sa « mission, ses buts, sa stratégie, ses employés, ses processus et procédures, ses infrastructures physiques et technologiques, son budget et sa culture ». En ce sens, le contexte rend l'AI unique. Toutefois, dans une optique de publicité ou de promotion de produits, elle doit également plus ou moins correspondre à celle de ses compétiteurs. Ceux-ci évoluent généralement dans des contextes similaires et s'adressent aux mêmes utilisateurs.

### Contenu
Le contenu correspond à l'ensemble des « documents, applications, services, schémas et métadonnées que les utilisateurs ont besoin d'exploiter ou de retrouver» sur le site ou sur tout autre environnement numérique. Le contenu en lui-même va influencer l'organisation du site (ou de l'environnement numérique concerné), de la même manière qu'il conditionne l'organisation d'un livre (quel est le volume du livre ? Faut-il une table des matières ? Des chapitres ? Une division en parties ? etc).

### Utilisateurs
Bien que les trois composantes soient essentielles, les utilisateurs, leurs préoccupations et leurs besoins sont à placer au centre de l'architecture d'information puisque, sans atteindre le public cible, le travail effectué ne servirait à rien. Leurs préférences et leurs comportements de lecture et d'écriture peuvent être étudiés via des données récoltées en ligne ou en sollicitant leur avis. Il est important de connaître son destinataire avant toute chose.

## Quatre composantes principales de l'architecture de l'information

### Système d'organisation
Le système d'organisation repose sur la façon dont l'information est organisée et catégorisée. Il se divise en deux niveaux de rigueur et de précision, soit les schémas d'organisation, correspondant aux caractéristiques communes des éléments formant les regroupements, et les structures d'organisation, qui renvoient aux relations entre les regroupements en question.
Le schéma d'organisation peut être précis ou ambigu, selon que l'utilisateur sait ce qu'il cherche ou non. Les systèmes alphabétique, chronologique et géographique sont considérés comme des systèmes exacts. Les schémas d'organisation par sujets, par tâches (ou activités), selon l'auditoire et ceux basés sur une métaphore sont perçus comme des systèmes ambigus. Généralement, le système d'organisation préconisé par les développeurs de sites web ou d'environnements numériques autres est une hybridation de ces différents schémas, pour obtenir un rendu plus efficace.
Quatre types de structure d'organisation sont observables : la structure hiérarchique, qui est basée sur une relation de type parent-enfant (comme l'arbre généalogique, la classification des espèces ou le code Dewey) ; la structure en base de données, où les informations sont stockées, puis générées dynamiquement à partir d'une requête (comme c'est le cas pour les fiches de produits ou les bottins téléphoniques) ; et la structure hypertextuelle, qui fait appel à des liens entre plusieurs pages. La classification collaborative est un type de structure utile comme complément.

### Système d'étiquetage
Le système d'étiquetage consiste à identifier et à nommer correctement les éléments d'information. Les étiquettes jouent un rôle crucial, car permettent à l'utilisateur de trouver ce qu'il cherche, étant admis que le temps passé à naviguer sans trouver ce que l'on cherche nuit grandement à la qualité de l'expérience utilisateur. Parmi les différents types d'étiquettes, on retrouve les liens contextuels, sous forme de mots intégrés dans une phrase qui font un lien avec une autre page ou une autre section de la même page (Note: Ces liens sont omniprésents sur Wikipédia) ; les titres de section et les sous-titres, qui décrivent le contenu qui suit ; les options de navigation, telles que « Recherche », « Pour nous joindre », « FAQ », « À propos de », etc. ; les termes d'indexation, c'est-à-dire les mots-clés qui représentent du contenu à rechercher; et les icônes, qui représentent l'élément par une image.

### Système de navigation
Il existe trois systèmes de navigation, soit le système de navigation incorporé, le système de navigation supplémentaire et les autres systèmes de navigation. Le système de navigation incorporé est composé de la navigation globale, qui correspond généralement au bandeau en haut de la page et qui demeure présent et identique sur tout le site ; de la navigation locale, qui détaille les options d'une section précise et qui est souvent horizontale et située à gauche de l'écran ; et de la navigation contextuelle, qui correspond aux liens dans ou après le texte, comme la mention « Voir aussi... ». Le système de navigation supplémentaire correspond au plan du site, à l'index et/ou au guide qui montre comment utiliser le site. Le fil d'Ariane, l'indicateur de progrès, les onglets et les menus déroulants sont aussi des éléments relatifs aux autres systèmes de navigation.

### Système de recherche
La pertinence de l'ajout d'un système de recherche à l'intérieur du site web doit être évaluée en fonction de la quantité de contenu, l'efficacité des autres systèmes déjà en place, le temps et le savoir-faire requis pour développer un bon système de recherche, l'exploration des autres options et les préférences de l'utilisateur. Le moteur de recherche n'apporte du soutien à l'utilisateur que si le site web ou l'environnement numérique contient beaucoup d'informations, s'il est très fragmenté, dynamique, ou si l'utilisateur s'attend à en trouver un. C'est pourquoi c'est la composante que l'on retrouve le moins fréquemment en architecture de l'information, de même que la plus délicate à implémenter.

## Dénomination professionnelle
Le métier d’architecte de l’information (AI) connaît des déclinaisons diverses selon les pays, tant dans sa définition que dans ses débouchés professionnels et son niveau de reconnaissance. Ces différences s’expliquent par des facteurs culturels, académiques, économiques et professionnels propres à chaque contexte national.

### France
En France, les professionnels de l'architecture de l'information ont interdiction de se parer du nom d' « architecte », le métier d'architecte y étant une profession réglementée, au même titre que les médecins ou les notaires.
Un Master Architecture de l'information s'articulant sur un volet master professionnel et un volet master recherche a été ouvert à l'École normale supérieure de Lyon en 2012, puis fermé en 2018.

### États-Unis
Aux États-Unis, l’architecture de l’information est une profession établie, souvent intégrée aux équipes d’expérience utilisateur (UX), de design ou de développement technologique. Elle attire des professionnels issus de domaines variés tels que le design, l’informatique ou la bibliothéconomie. La formation à ce métier est proposée dans plusieurs universités de renom, avec une approche interdisciplinaire centrée sur la structuration de l'information, l’expérience utilisateur et les sciences cognitives.
Parmi les établissements emblématiques :
- L’Université du Michigan (School of Information - UMSI) propose un Master of Science in Information (MSI) avec des spécialisations en UX, intelligence artificielle, bibliothéconomie, etc.
- L’Université de Washington information school offre des programmes de niveau bachelor, master et doctorat avec une approche multidisciplinaire inspirée de la vision de Richard Saul Wurman.
- L’Université Carnegie Mellon est reconnu pour ses travaux et en interaction homme-machine, et notamment la visualisation de l’information et design.
- La The New School propose des cursus en design stratégique et communication d’information, mettant l’accent sur la narration visuelle et la pensée critique.

### Canada
Au Canada, et plus particulièrement au Québec, le métier d’architecte de l’information bénéficie d’une reconnaissance intermédiaire, plus affirmée qu’en France, notamment dans les domaines de l’UX, du design et de la gestion documentaire. L’influence nord-américaine s’y fait sentir, tout en cohabitant avec les traditions francophones. Le bilinguisme culturel contribue à un croisement original entre les approches européennes et américaines, renforçant la légitimité de la profession.
- L’Université de Toronto, via sa Faculty of Information, propose un Master of Information avec des spécialisations en UXD (User Experience Design), intelligence artificielle, etc.
- L’Université de Montréal propose, à travers son École de bibliothéconomie et des sciences de l'information, des formations liées à l’organisation de l’information, à la documentation numérique et aux environnements interactifs.

### Royaume-Uni
Au Royaume-Uni, le titre d’Information Architect est relativement courant, mais le métier est généralement intégré dans les fonctions liées à l’UX, au design d’interfaces ou à la stratégie de contenu. L’accent est mis sur le user-centered design et sur la clarté de la communication.
- L’University College de Londres (UCL), via son Department of Information Studies, offre des formations orientées vers la gestion de l’information, les humanités numériques et l’expérience utilisateur.
- L’Université des arts de Londres, par le biais du London College of Communication, propose des cursus de master en Data Visualization et Information Design, centrés sur la lisibilité de l’information et la transmission claire des données.

### Suède et pays nordiques
En Suède et dans les pays nordiques, l’architecture de l’information est abordée de manière plus conceptuelle et éthique, souvent intégrée au service design ou au design d’interaction. L’accent y est mis sur l’expérience humaine, la durabilité et les écosystèmes d'information. Cette approche systémique reflète une culture valorisant l’innovation sociale, l’accessibilité et la co-construction de sens.
- L’Umeå Institute of Design est reconnu internationalement pour ses programmes de master en Interaction Design et Service Design, adoptant une approche centrée sur l’utilisateur et sur la complexité de l'information.

Un mouvement académique, connu sous le nom d’iSchools, a émergé en Amérique du Nord en réponse à la demande croissante de compétences liées à la gestion, la structuration et la circulation de l’information. Ces institutions, issues principalement d’anciennes écoles de bibliothéconomie, ont élargi leur champ d’enseignement pour former des professionnels spécialisés à l’intersection de l’informatique et des sciences de l'information. Parmi les profils formés figurent les architectes de l’information, experts de la conception d’environnements informationnels centrés sur l’utilisateur et adaptés aux environnements numériques complexes.